# Nelly Korda
Nelly Korda (Bradenton, 28 luglio 1998) è una golfista statunitense, attiva principalmente nell'LPGA Tour, vincitrice della medaglia d'oro nel torneo individuale dei Giochi olimpici di Tokyo 2020.

## Biografia
Nata a Bradenton, città della contea di Manatee, è figlia dei tennisti cechi Petr Korda e Regina Rajchrtová, nonché sorella di Jessica, anch'essa golfista, e di Sebastian, tennista professionista.
Dal 2019 è legata sentimentalmente al giocatore della NHL Andreas Athanasiou.

## Carriera

### Dilettantismo
Non ancora quindicenne, nel giugno 2013 prende parte al prestigioso U.S. Open femminile di golf. Due anni dopo è una delle componenti della squadra statunitense alla Junior Solheim Cup, e si conferma altresì nell'individuale con la vittoria dell'Harter Hall Invitational e del PING Invitational, oltre ad essere nominata anche AJGA Rolex Junior All-American.

### Professionismo
Passa al professionismo nel 2016 con la partecipazione al Symetra Tour, dove ottiene la sua prima vittoria in occasione del Sioux Falls GreatLIFE Challenge con dei round da 68-67-69-66 che le valgono il successo ai danni della thailandese Meechai. Apre il 2021 aggiudicandosi il Gainbridge LPGA ad Orlando, sul green del Lake Nona Golf & Country Club (par 72), con un totale di 272 (-16) colpi, grazie al quale supera la concorrenza delle seconde classificate Thompson e Ko (275, -13), e della sudcoreana nonché nº 1 mondiale Ko (277, -11).
Nel giugno seguente vince il suo primo major, col successo al KPMG Women’s PGA Championship, grazie al quale balza in cima alla classifica mondiale – prima statunitense in vetta al ranking dai tempi della Lewis nel 2014 – e spezza un lungo dominio di golfiste sudcoreane. Grazie alla posizione attribuitale dalla Graduatoria Rolex del golf femminile mondiale, ottiene la qualificazione al torneo individuale dei Giochi olimpici di Tokyo 2020: è tra le quattro rappresentanti degli Stati Uniti in Giappone assieme alle varie Thompson, Kang e alla sorella maggiore Jessica.
Il 7 agosto si laurea campionessa olimpica sul campo del Kasumigaseki Country Club di Kawagoe chiudendo la prova con 267 colpi, 17 sotto al par. Al secondo posto dopo il primo giro con 67 colpi, -4 sul par, prende il comando al secondo giro chiuso in 62 colpi e negli ultimi due giri amministra il vantaggio terminando entrambi con 69 colpi, resistendo alla rimonta della padrona di casa Inami e della neozelandese Ko, che terminano la prova a 268 colpi.

## Vittorie professionali (20)

### LPGA Tour vittorie (15)
| Legenda                 |
| Major championships (2) |
| Altri LPGA Tour (13)    |

| No. | Data              | Torneo                                   | Punteggio di vittoria | To par | Margine | Seconda/e                            | Montepremi ($) |
| --- | ----------------- | ---------------------------------------- | --------------------- | ------ | ------- | ------------------------------------ | -------------- |
| 1   | 28 ottobre, 2018  | Swinging Skirts LPGA Taiwan Championship | 67-71-69-68=275       | −13    | 2 colpi | Minjee Lee                           | 330,000        |
| 2   | 17 febbraio, 2019 | ISPS Handa Women's Australian Open       | 71-66-67-67=271       | −17    | 2 colpi | Ko Jin-young                         | 195,000        |
| 3   | 3 novembre, 2019  | Taiwan Swinging Skirts LPGA (2)          | 66-67-65-72=270       | −18    | Playoff | Minjee Lee Caroline Masson           | 330,000        |
| 4   | 28 febbraio, 2021 | Gainbridge LPGA at Boca Rio              | 67-68-68-69=272       | −16    | 3 colpi | Lydia Ko Lexi Thompson               | 300,000        |
| 5   | 20 giugno, 2021   | Meijer LPGA Classic                      | 68-66-62-67=263       | −25    | 2 colpi | Leona Maguire                        | 345,000        |
| 6   | 27 giugno, 2021   | Women's PGA Championship                 | 70-63-68-68=269       | −19    | 3 colpi | Lizette Salas                        | 675,000        |
| 7   | 14 novembre, 2021 | Pelican Women's Championship             | 65-66-63-69=263       | −17    | Playoff | Kim Sei-young Lydia Ko Lexi Thompson | 262,500        |
| 8   | 13 novembre, 2022 | Pelican Women's Championship (2)         | 66-66-64=196          | −14    | 1 colpo | Lexi Thompson                        | 300,000        |
| 9   | 28 gennaio, 2024  | LPGA Drive On Championship               | 65-67-68-73=273       | −11    | Playoff | Lydia Ko                             | 262,500        |
| 10  | 24 marzo, 2024    | Fir Hills Seri Pak Championship          | 72-67-67-69=275       | −9     | Playoff | Ryann O'Toole                        | 300,000        |
| 11  | 31 marzo, 2024    | Ford Championship                        | 66-68-69-65=268       | −20    | 2 colpi | Hira Naveed                          | 337,500        |
| 12  | 7 aprile, 2024    | T-Mobile Match Play                      | 4 e 3                 | 4 e 3  | 4 e 3   | Leona Maguire                        | 300,000        |
| 13  | 21 aprile, 2024   | Chevron Championship                     | 68-69-69-69=275       | −13    | 2 colpi | Maja Stark                           | 1,200,000      |
| 14  | 19 maggio, 2024   | Mizuho Americas Open                     | 70-68-65-71=274       | −14    | 1 colpo | Hannah Green                         | 450,000        |
| 15  | 17 novembre 2024  | The Annika (3)                           | 66-66-67-67=266       | −14    | 3 colpi | Charley Hull Im Jin-hee Zhang Weiwei | 487,500        |

LPGA Tour playoff record (4–2)
| No. | Anno | Torneo                          | Sfidante/i                           | Risultato                                                                                                |
| --- | ---- | ------------------------------- | ------------------------------------ | --- |
| 1   | 2019 | Taiwan Swinging Skirts LPGA     | Minjee Lee Caroline Masson           | Vinto col tiro birdie alla prima buca extra                                                              |
| 2   | 2020 | ANA Inspiration                 | Brooke Henderson Mirim Lee           | Lee ha vinto col tiro birdie alla prima buca extra                                                       |
| 3   | 2021 | Pelican Women's Championship    | Kim Sei-young Lydia Ko Lexi Thompson | Vinto col tiro birdie alla prima buca extra                                                              |
| 4   | 2022 | Meijer LPGA Classic             | Jennifer Kupcho Leona Maguire        | Kupcho ha vinto col tiro birdie sulla seconda buca extra Korda eliminata col tiro birdie alla prima buca |
| 5   | 2024 | LPGA Drive On Championship      | Lydia Ko                             | Vinto con un par alla seconda buca extra                                                                 |
| 6   | 2024 | Fir Hills Seri Pak Championship | Ryann O'Toole                        | Vinto con un tiro birdie alla prima buca extra                                                           |

### Ladies European Tour (3)
| No. | Data               | Torneo                          | Punteggio di vittoria | To par | Margine | Seconda/e                                | Montepremi (€) |
| --- | ------------------ | ------------------------------- | --------------------- | ------ | ------- | ---------------------------------------- | -------------- |
| 1   | 22 settembre, 2019 | Lacoste Ladies Open de France   | 68-64-70-67=269       | −15    | 8 colpi | Céline Boutier                           | 48,750         |
| 2   | 20 agosto, 2022    | Aramco Team Series – Sotogrande | 67-69-67=203          | −13    | 3 colpi | Jessica Korda Ana Peláez Pauline Roussin | 73,955         |
| 3   | 16 luglio, 2023    | Aramco Team Series – London     | 68-69-71=208          | −11    | 4 colpi | Charley Hull                             | 75,000         |

### Symetra Tour vittorie (1)
| No. | Data              | Torneo                          | Punteggio di vittoria | To par | Margine | Seconda          | Montepremi ($) |
| --- | ----------------- | ------------------------------- | --------------------- | ------ | ------- | ---------------- | -------------- |
| 1   | 4 settembre, 2016 | Sioux Falls GreatLIFE Challenge | 68-67-69-66=270       | −14    | 3 colpi | Wichanee Meechai | 31,500         |

### Altre vittorie (1)
| No. | Data           | Torneo                 | Punteggio di vittoria | To par | Margine | Seconda    |
| --- | -------------- | ---------------------- | --------------------- | ------ | ------- | ---------- |
| 1   | 7 agosto, 2021 | Tokyo 2020 Individuale | 67-62-69-69=267       | −17    | 1 colpo | Mone Inami |

## Tornei Major

### Vittorie (2)
| Anno | Campionato               | 54 buche           | Punteggio di vittoria | Margine | Seconda       |
| ---- | ------------------------ | ------------------ | --------------------- | ------- | ------------- |
| 2021 | Women's PGA Championship | Tied da leader     | −19 (70-63-68-68=269) | 3 colpi | Lizette Salas |
| 2024 | Chevron Championship     | 1 colpo di deficit | −13 (68-69-69-69=275) | 2 colpi | Maja Stark    |

### Risultati completi
I risultati non sono mostrati in ordine cronologico.
| Tornei                   | 2013 | 2014 | 2015 | 2016 | 2017 | 2018 | 2019 | 2020 | 2021 | 2022 | 2023 | 2024 |
| ------------------------ | ---- | ---- | ---- | ---- | ---- | ---- | ---- | ---- | ---- | ---- | ---- | ---- |
| Chevron Championship     |      | EL   | EL   |      | P42  | P13  | P52  | P2   | P3   |      | 3    | 1    |
| U.S. Women's Open        | P64  |      |      | P59  | P44  | P10  | P39  | EL   | EL   | P8   | P64  | EL   |
| Women's PGA Championship |      |      |      |      | P20  | P40  | P3   | RIT  | 1    | P30  | EL   | EL   |
| The Evian Championship   |      |      |      |      | EL   | P61  | P25  | NT   | P19  | P8   | P9   | P26  |
| Women's British Open     |      |      |      |      | EL   | P42  | P9   | P14  | P13  | P41  | P11  | P2   |

     Vittoria
     Top 10
     Non partecipante
EL = eliminazione a metà gara (non passa il taglio)

RIT = ritirata

NT = nessun torneo

P = pari merito